# 豆袋彈

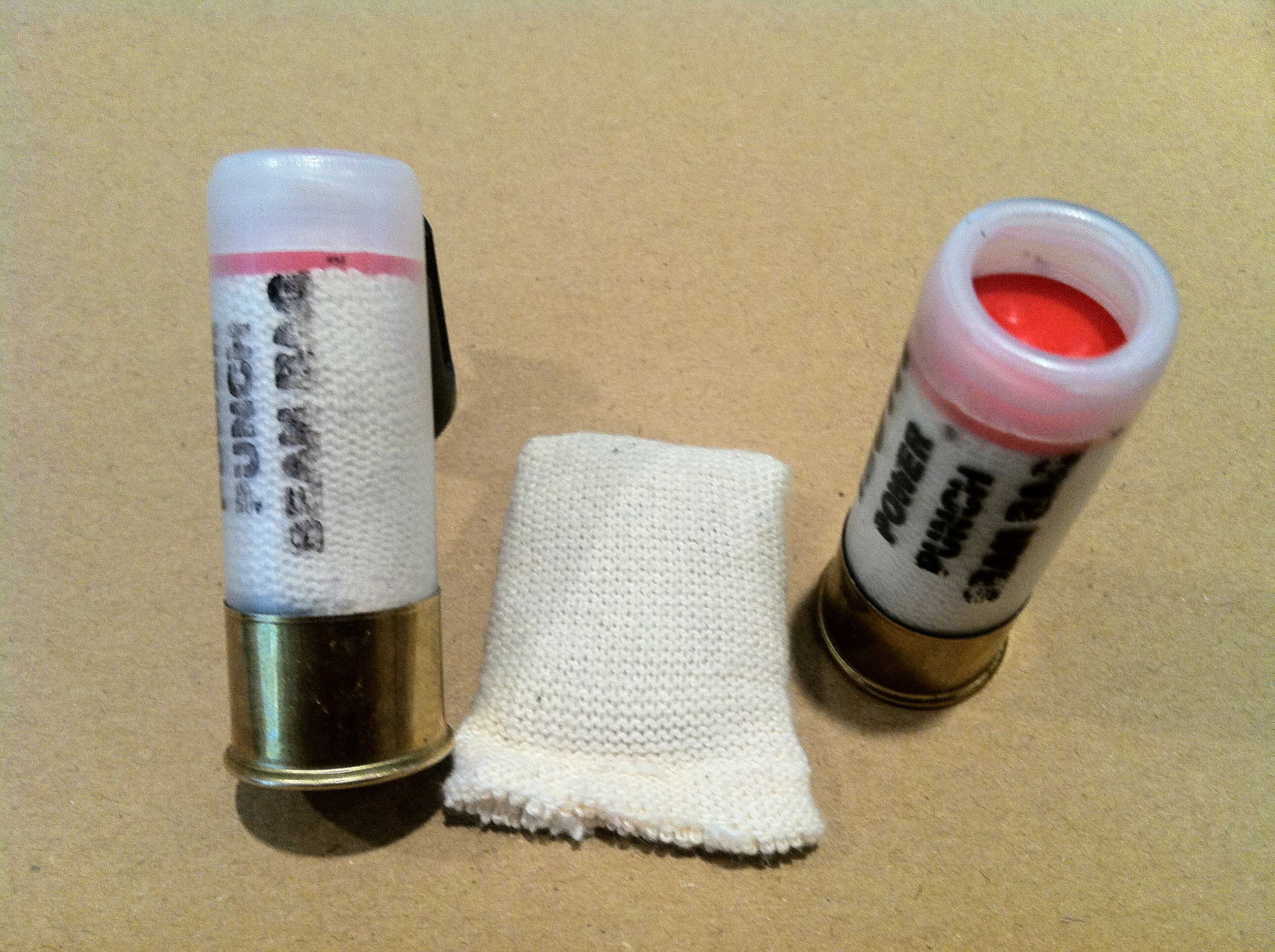
完整豆袋圓形的兩個視圖和射彈的一個視圖

布袋彈，又稱豆袋彈、布袋鉛彈、沙包彈、鉛袋彈，是由布包裹多粒體積細小的鉛珠，由霰彈槍所發射做為一種專門防暴鎮壓和控制群眾用途的彈藥類型。
豆袋彈有著非常大的動能，卻不會直接使人死亡。此彈藥的初速低，不符合流線和多被滑膛霰彈槍所使用，故精準度較低。射出後以較擴大面積撞在人身上，造成重擊效果，減低目標移動能力，雖使用豆袋彈一般不會致命，但在近距離以豆袋彈射擊人體可造成致命傷害。美國引入豆袋彈後每年均有人因此喪命。

## 彈藥種類
- 2581型12號豆袋彈或12號休珀-索克豆袋彈：為CTS公司所研發[來源請求]，比以往的豆袋彈多了空氣動力學專利，並可通過減少豆袋裝填量，而減少初速。[6]
- 在香港，布袋鉛彈配合雷明登870霰彈槍使用[7]

## 風險
國際守則建議在遠距離情況下使用布袋彈，以驅散20至40公尺內的騷亂人群。雖布袋彈不會穿過人體，但較遠距離被布袋彈擊中可導致瘀傷、肌肉撕裂及骨折，近距離打中或會造成內出血，射中眼部亦有可能致盲，嚴重甚至可引致死亡，而美國每年都有人因布袋彈喪命。

## 使用歷史

### 美國
2013年，伊利諾伊州森林公園的一名95歲長者因被警察發射布袋彈致腹腔內出血死亡。

### 香港
2019年6月12日，因香港特區政府欲修訂《逃犯條例》引發示威者包圍立法會抗議，警方對聚集於政府總部及立法會綜合大樓外抗議的示威者發射多發布袋彈，有市民中彈後倒地，頭部中彈後血流披面。香港民主派立法會議員強烈譴責警方對行動和平的示威者使用過分武力，質疑警方未有按照指引只向目標下肢發射，更疑似瞄準市民頭部開火。民權觀察組織根據各媒體拍攝到的直播片段，認為警方使用武器的武力級別與驅散示威者的目的並不相稱和不合乎比例原則，已違反《聯合國執法人員使用武力和火器》的基本原則。
一名示威者在參與2019年8月11日香港反對逃犯條例修訂草案遊行期間，在彌敦道尖沙咀警署附近懷疑被布袋彈擊中右眼，導致眼球破裂嚴重受傷，香港警察於記者會上承認有片段拍攝到受害者所戴的護目鏡上有布袋彈貫穿，但声称未能證實是否受警方所發射的布袋彈射破眼球，从而造成永久傷害。香港警察认为，被布袋弹打中会有火药产生的烧伤，而该示威者的伤口是由硬物插入造成的，因此作出上述回应。但有「港版神探伽利略」之稱的香港理工大學前機械工程學系工程師盧覺強，經分析後認為女子被示威者誤傷的機會很低，反而她的右眼被警方發射布袋彈擊中的機會卻很高。盧覺強指出當時該名女子當時身處的巴士站與示威者集結的位置有障礙物，即使在示威者集結的位置有人用彈叉射出鋼珠都不可能被直接擊中，鋼珠也難以「轉彎」，距離也太遠而失去動能，除非在10米內直射，否則不可能射穿女子所戴的眼罩；而片段顯示她的眼罩卡著一塊布，彈叉射出的鋼珠是不會令眼罩卡住布料，警方射出的布袋彈是由布料包著多粒圓珠組成，警員又曾經多次從高位用雷明登霰彈槍向在地面的人士射擊，所以該女子的頭部被警方擊中的機會很大。高級警司李桂華在記者會承認當日曾經發射10發以下的布袋彈，在事發時在該名女子附近進行採訪的外籍記者Richard Scortford表示，他看到警署正門閘內有三個人，並曾經開槍射擊，這名記者稱當時有射出物在他面前高速移動，懷疑受傷女子是被從警署內發射的彈藥擊中。報導又指出女傷者佩戴的同款眼罩曾由生產商3M公司使用直徑6.35毫米及重1克的鋼珠作射擊測試，鋼珠以每秒46米的速度擊中眼罩而不被射穿；但警方所發射的布袋彈速度每秒70米，每發布袋彈內藏100至120顆鉛粒及重達40克，由霰彈槍射出衝擊力相當大。該名女傷者接受院方的檢查後，確認其右眼球爆裂，下眼簾及淚管撕裂，上頜骨亦碎裂，約10天後出院，惟需要做眼部重建手術。
9月29日香港警方發射布袋彈鎮壓示威時疑擊中一名正在採訪的印尼女記者右眼導致她失明，印尼女記者已經入禀法院要求香港警方披露開槍警員的身份以便對加害者進行追究。